# Les Scythes
 (mars 2025).
Si vous disposez d'ouvrages ou d'articles de référence ou si vous connaissez des sites web de qualité traitant du thème abordé ici, merci de compléter l'article en donnant les références utiles à sa vérifiabilité et en les liant à la section « Notes et références ».
Pour les articles homonymes, voir Scythe.
Le recueil Les Scythes (en russe : «Скифы») est un almanach littéraire publié à deux reprises en 1917 et 1918 à Petrograd, par les éditions du Socialisme révolutionnaire, sous la direction de Razoumnik Ivanov-Razoumnik, Andreï Mstislavski et Andreï Biély.

## Origine et contenu
Les auteurs ayant pris part à ce recueil s'inscrivent dans le mouvement du scythisme. Ils considèrent la révolution russe de 1917 comme un élan messianique du peuple russe et promeuvent une nouvelle union spirituelle néochrétienne, socialiste et révolutionnaire, qui s'oppose à la pensée bourgeoise.
Le premier recueil paraît en 1917, sous la direction de Razoumnik Ivanov-Razoumnik et Sergueï Mstislavski (ru), et le second sous celle d'Andreï Biély et d'Ivanov-Razoumnik et de Mstislavski. L'illustration de couverture est de Kouzma Petrov-Vodkine.
Le premier recueil s'ouvre par une préface signée Les Scythes et se conclut par les articles programmatiques d'Ivanov-Razoumnik, L'Épreuve du feu  («Испытание огнём») et Socialisme et Révolution («Социализм и революция»).
Ivanov-Razoumnik y soutient que, après la révolution, la principale force en mouvement pour le développement social de la Russie reste le nationalisme, qui seul subsiste de la triade Orthodoxie, autocratie et nationalisme (en). Il critique ceux qui ne voient pas sa permanence, « authentiquement russe », derrière « ce qui vient de l'étranger » (une révolution d'inspiration marxiste et extérieure). Il écrit que la révolution de 1917 est semblable à la réforme de Pierre le Grand, et que « dans sa révolution Pierre Ier a été des milliers de fois plus à la recherche de la Nouvelle Jérusalem, que la plupart des Orthodoxes vieux-croyants, s'abritant derrière le nom de la Sainte Russie ».
Ivanov Razoumnik pressent que le monde sera bouleversé par la révolution russe. Il estime que la Russie est un pays jeune, plein de force, scythe, qui pourra imposer sa loi à l'Occident vieillissant : « Oui, un tourbillon de feu balaie la Russie. Il est plein de  décombres de poussière et de puanteur. Il emporte les semences du printemps. Il vole vers l'ouest. Notre tourbillon scythe tord et secoue le vieil Occident. Le monde entier en est retourné ». Dans le second recueil, dans l'article Deux Russie («Две России»), il soutient que « Le caractère mondial de la révolution russe est ce que prévoyaient prophétiquement ses poètes nationaux, en y plaçant leur joie ultime et profonde, leur foi en une nouvelle résurrection de la vérité crucifiée, leur foi dans le retour du soleil, œil de Dieu, après les ténèbres du malheur... La lutte de ceux qui ont des ailes et de ceux qui n'en ont pas, c'est l'histoire du monde, l'histoire de l'humanité, l'histoire de la révolution. Nous sommes maintenant divisés par cette lutte. Deux camps, deux testaments, deux vérités, deux Russie ».
Des œuvres de Sergueï Essénine (le poème Marthe Posadnitsa, («Марфа Посадница»), et d'autres vers), d'Andreï Biély  (le roman Kotik Létaïev («Котик Летаев»), et d'autres œuvres), de Valéri Brioussov, de Mikhail Prichvine, d'Alexeï Remizov (Mot pour les victimes de la terre russe, («Слово о погибели Русской Земли»), et d'autres œuvres), de Nikolaï Kliouïev et d'Ievgueni Zamiatine (la nouvelle Insulaire («Островитяне»)), ont été publiées dans les deux recueils.
À ce groupe d'écrivains ayant participé aux almanachs des Scythes se joignent après octobre 1917 Alexandre Blok et Alexeï Tchapyguine (en), qui collaborèrent aux organes de presse du Parti socialiste-révolutionnaire de gauche, dans la rubrique littéraire du journal l'Étendard du travail («Знамя труда»), en 1917 et 1918 et en 1918 dans le journal Notre voie («Наш путь»),, dirigé par Ivanov-Razoumnik, et qui paraissait à Berlin.

## Les deux recueils sur Wikimedia commons
|                        |
| Premier recueil (1917) |

|                       |
| Second recueil (1918) |